# Troy (Tennessee)
Troy es un pueblo ubicado en el condado de Obion en el estado estadounidense de Tennessee. En el Censo de 2010 tenía una población de 1.371 habitantes y una densidad poblacional de 355,5 personas por km².

## Geografía
Troy se encuentra ubicado en las coordenadas 36°20′34″N 89°9′25″O / 36.34278, -89.15694. Según la Oficina del Censo de los Estados Unidos, Troy tiene una superficie total de 3.86 km², de la cual 3.86 km² corresponden a tierra firme y (0%) 0 km² es agua.

## Demografía
Según el censo de 2010, había 1.371 personas residiendo en Troy. La densidad de población era de 355,5 hab./km². De los 1.371 habitantes, Troy estaba compuesto por el 97.45% blancos, el 0.95% eran afroamericanos, el 0.22% eran amerindios, el 0% eran asiáticos, el 0% eran isleños del Pacífico, el 0.58% eran de otras razas y el 0.8% pertenecían a dos o más razas. Del total de la población el 1.75% eran hispanos o latinos de cualquier raza.